# 椎名唯華
椎名 唯華（しいな ゆいか、4月17日 - ）は、ANYCOLOR株式会社が運営するにじさんじに所属するバーチャルライバー。キャラクターデザインは神岡ちろる。

## 来歴
2018年
- 7月30日、「にじさんじゲーマーズ」から魔界ノりりむ、葛葉、雪汝と共にデビュー。
- 8月1日、YouTubeで初の配信。

2019年
- 2月13日、YouTubeのチャンネル登録者が10万人を突破。
- 8月8日、3Dモデルを公開。
- 9月4日、YouTubeのチャンネル登録者が20万人を突破。

2020年
- 8月16日、「にじさんじ甲子園」で優勝。11月26日にその報酬としてプレイとして使用された『eBASEBALLパワフルプロ野球2020』のキャラクターとして実装された。
- 12月28日、YouTubeのチャンネル登録者が40万人を突破。

2021年
- 7月30日、 笹木咲とのユニット「さくゆい」3周年を記念して「sakuyui ch / さくゆいちゃんねる」を開設。
- 8月9日、YouTubeのチャンネル登録者が50万人を突破。
- 8月16日、 笹木咲とのユニット「さくゆい」3周年を迎え「さくゆい3Dライブ」を開催。

## 人物
ゲームが大好きな関西弁の高校2年生で、実は霊能力者。周りのことは気にしないマイペースな性格で、常にのほほんとしている。そのせいで色々な霊に体を乗っ取られることもある。
ゲーム配信では自分が相手やNPCが自分よりも格下だと煽ったりし、逆に自分が下の立場であると助けを乞うたり、責任を押し付けようとする良識とは思えない振る舞いを見せており、同僚やリスナーからは「クズ」「三下」と称されている。自身を応援してくれているリスナーのことを「ゴリスナー」と呼び、近況や今月の配信予定、配信してほしいゲームタイトルについてまったり雑談する「ゴリスナー総会」を月に一回行っている。
デビュー当時は、にじさんじの問題児として同僚からも知られており、本人も「デビュー後は悪い事しては怒られていて、あたしがにじさんじ全員やいちからを恐れていた」と振り返っている。運営スタッフの指摘に反抗して反省文を書かされたこともあり、その際は「マジで辞めてやると思った」と語っており、デビューして半年は荒れたりしたこともあって同僚からの目にも余るほどだったという。後に「にじさんじレジスタンス」として活動することになる花畑チャイカからは「椎名は遅刻したり運営に怒られたりしてますけど、それが面白い。そのままでいてくれ」と話したこともある。
デビュー前から仲の良い笹木咲が「不運」「不憫」と言われるのに対し、椎名は「豪運」を見せつけることもあり、日々のゲーム配信やにじさんじが主催するゲーム大会でその運の良さが発揮されることもしばしばある。

## 出演

### テレビ
- 超人女子戦士 ガリベンガーV[14]
- プロジェクトV[15]

### インターネット番組
- ハローバーチャルちゃん[16]

### ラジオ
- ニコラジパーク - 水曜パーソナリティ[17]（2018-2019）

### ゲーム

#### 2020年
- eBASEBALLパワフルプロ野球2020
  - 出場者がゲーム内で監督となってチームを作成し、そのチーム同士で試合を行う「にじさんじ甲子園」で優勝。優勝景品としてゲーム内に椎名唯華がキャラクターとして実装されパワター（3Dモデル）やボイスの他、モーションキャプチャを使用した打撃フォームが追加された[18]。

#### 2021年
- 白猫テニス - プレイアブルキャラクターとして実装[19]。
- ブラック・サージナイト - キャラクターとして実装[20]

#### 2023年
- ポーカーチェイス - プレイアブルキャラクターとして実装[21]。